# 楽しく学ぶ!世界動画ニュース
『楽しく学ぶ!世界動画ニュース』（たのしくまなぶせかいどうがニュース）は、2022年10月8日からテレビ朝日で放送されているバラエティ番組。
2021年10月2日から2022年9月17日までは、『電脳ワールドワイ動ショー』（でんのうワールドワイどうショー）のタイトルで放送されていた。

## 概要
『ブイ子のバズっちゃいな!』のリニューアル番組。
「ネットが発達しても、世の中知らないことばかりで日本の常識で『モノ』を見ているのか?」、「ニュースでは分からない世界の今!」をコンセプトに、世界中のローカル動画を見ながらゲスト出演者と専門家を迎えてバーチャルYouTuberと共にニュースでは分からない世界情勢を考えていくバラエティ番組。
当番組は、”動画”というテーマが「ブイ子のバズっちゃいな!」時代と共通しているが、「動画を見ながら世界情勢を考える」というワイドショー要素を含んだ番組にリニューアルされている。
2022年4月の改編により、同年4月2日からは放送時間を30分拡大・前倒しされ、毎週土曜日 21:55 - 22:55の1時間に変更された。同年10月改編で番組タイトルを『楽しく学ぶ!世界動画ニュース』に変更。
2023年4月改編により、同年4月15日からは毎週土曜日 22:00 - 22:54と放送枠が6分縮小。21:54 - 22:00枠はこれまで月曜 - 金曜に放送された「私の幸福時間」が火曜 - 土曜に変更され当枠にあたる。
同年9月より『ニンチド調査ショー』と枠を交換し、木曜19:00 - 20:00枠のゴールデンタイムに移動。
2025年8月10日のサンデープレゼント枠（13:55 - 15:20）で、本番組の特別編『パワフル&ビューティフル!灼熱のインド現地調査だゾSP』を放送。ただスタジオシーンはなく、全編インドでのロケ映像のみで構成され、出演者は小峠と下平（ナレーション）のみとなっている。

## 出演者

### 現在
メインキャスター
- 小峠英二（バイきんぐ）

進行
- 下平さやか（テレビ朝日アナウンサー、2022年4月2日 - ）

レギュラーコメンテーター
- いとうせいこう
- 稲垣えみ子（元朝日新聞記者）
- 堤伸輔（フォーエイト元編集長）
- 徳井健太（平成ノブシコブシ）

取材記者
- カメ小僧（声 - 伊集院光)
  - 「電脳ワールドワイ動ショー」時代もバーチャルコメンテーターとして不定期出演。
  - スタジオでは、「カメ」にかけた挨拶や、動画の内容に関しての知識「カメ知識」を披露したりする。
  - 仲間意識が強く、亀が登場する動画には大きい反応を見せる。
  - 2023年6月10日放送分のみ3D演出で登場。しかし、小峠曰く「不評だった」とのことで、翌週には元に戻っていた。
- ハシモトちゃん（声 - ヒコロヒー）
  - 「〜動画ニュース」のゴールデン進出後、カメ小僧が欠席の時に不定期に登場。この時カメ小僧の欠席理由は「出張中」とテロップで説明がなされている。
  - ピンク色のリボンをつけた女の子だが、声が低く、小峠にも指摘されている。
  - 本人曰く、「ハシモトは下の名前」とのことで、苗字は不明。
  - 声優のヒコロヒー自身も（ハシモトちゃん登場後に）「〜動画ニュース」のゲストとして出演している。

### 過去
進行
- 林美沙希（テレビ朝日アナウンサー、『スーパーJチャンネル』から異動、2021年10月2日 - 2022年3月19日）

バーチャルコメンテーター
- マスター
- ロボフェッサー
- カメレオン坊や
- カメ小僧

## ネット局

### 土曜22時時代
| 放送対象地域   | 放送局                       | 系列           | 放送時間                                | ネット状況 |
| -------------- | ---------------------------- | -------------- | --------------------------------------- | ---------- |
| 関東広域圏     | テレビ朝日（EX）             | テレビ朝日系列 | 土曜 21:55 - 22:25 ↓ 土曜 21:55 - 22:55 | 【制作局】 |
| 北海道         | 北海道テレビ（HTB）          | テレビ朝日系列 | 土曜 21:55 - 22:25 ↓ 土曜 21:55 - 22:55 | 同時ネット |
| 青森県         | 青森朝日放送（ABA）          | テレビ朝日系列 | 土曜 21:55 - 22:25 ↓ 土曜 21:55 - 22:55 | 同時ネット |
| 岩手県         | 岩手朝日テレビ（IAT）        | テレビ朝日系列 | 土曜 21:55 - 22:25 ↓ 土曜 21:55 - 22:55 | 同時ネット |
| 宮城県         | 東日本放送（khb）            | テレビ朝日系列 | 土曜 21:55 - 22:25 ↓ 土曜 21:55 - 22:55 | 同時ネット |
| 秋田県         | 秋田朝日放送（AAB）          | テレビ朝日系列 | 土曜 21:55 - 22:25 ↓ 土曜 21:55 - 22:55 | 同時ネット |
| 山形県         | 山形テレビ（YTS）            | テレビ朝日系列 | 土曜 21:55 - 22:25 ↓ 土曜 21:55 - 22:55 | 同時ネット |
| 福島県         | 福島放送（KFB）              | テレビ朝日系列 | 土曜 21:55 - 22:25 ↓ 土曜 21:55 - 22:55 | 同時ネット |
| 新潟県         | 新潟テレビ21（UX）           | テレビ朝日系列 | 土曜 21:55 - 22:25 ↓ 土曜 21:55 - 22:55 | 同時ネット |
| 長野県         | 長野朝日放送（abn）          | テレビ朝日系列 | 土曜 21:55 - 22:25 ↓ 土曜 21:55 - 22:55 | 同時ネット |
| 静岡県         | 静岡朝日テレビ（SATV）       | テレビ朝日系列 | 土曜 21:55 - 22:25 ↓ 土曜 21:55 - 22:55 | 同時ネット |
| 石川県         | 北陸朝日放送（HAB）          | テレビ朝日系列 | 土曜 21:55 - 22:25 ↓ 土曜 21:55 - 22:55 | 同時ネット |
| 中京広域圏     | 名古屋テレビ（メ～テレ/NBN） | テレビ朝日系列 | 土曜 21:55 - 22:25 ↓ 土曜 21:55 - 22:55 | 同時ネット |
| 近畿広域圏     | 朝日放送テレビ（ABC TV）     | テレビ朝日系列 | 土曜 21:55 - 22:25 ↓ 土曜 21:55 - 22:55 | 同時ネット |
| 広島県         | 広島ホームテレビ（HOME）     | テレビ朝日系列 | 土曜 21:55 - 22:25 ↓ 土曜 21:55 - 22:55 | 同時ネット |
| 山口県         | 山口朝日放送（yab）          | テレビ朝日系列 | 土曜 21:55 - 22:25 ↓ 土曜 21:55 - 22:55 | 同時ネット |
| 香川県・岡山県 | 瀬戸内海放送（KSB）          | テレビ朝日系列 | 土曜 21:55 - 22:25 ↓ 土曜 21:55 - 22:55 | 同時ネット |
| 愛媛県         | 愛媛朝日テレビ（eat）        | テレビ朝日系列 | 土曜 21:55 - 22:25 ↓ 土曜 21:55 - 22:55 | 同時ネット |
| 福岡県         | 九州朝日放送（KBC）          | テレビ朝日系列 | 土曜 21:55 - 22:25 ↓ 土曜 21:55 - 22:55 | 同時ネット |
| 長崎県         | 長崎文化放送（ncc）          | テレビ朝日系列 | 土曜 21:55 - 22:25 ↓ 土曜 21:55 - 22:55 | 同時ネット |
| 熊本県         | 熊本朝日放送（KAB）          | テレビ朝日系列 | 土曜 21:55 - 22:25 ↓ 土曜 21:55 - 22:55 | 同時ネット |
| 大分県         | 大分朝日放送（OAB）          | テレビ朝日系列 | 土曜 21:55 - 22:25 ↓ 土曜 21:55 - 22:55 | 同時ネット |
| 鹿児島県       | 鹿児島放送（KKB）            | テレビ朝日系列 | 土曜 21:55 - 22:25 ↓ 土曜 21:55 - 22:55 | 同時ネット |
| 沖縄県         | 琉球朝日放送（QAB）          | テレビ朝日系列 | 土曜 21:55 - 22:25 ↓ 土曜 21:55 - 22:55 | 同時ネット |

### 木曜19時時代
| 放送対象地域   | 放送局                       | 系列           | 放送時間           | ネット状況                   | 備考       |
| -------------- | ---------------------------- | -------------- | ------------------ | ---------------------------- | ---------- |
| 関東広域圏     | テレビ朝日（EX）             | テレビ朝日系列 | 木曜 19:00 - 20:00 | 【制作局】                   | 【制作局】 |
| 北海道         | 北海道テレビ（HTB）          | テレビ朝日系列 | 木曜 19:00 - 20:00 | フルネット                   |            |
| 青森県         | 青森朝日放送（ABA）          | テレビ朝日系列 | 木曜 19:00 - 20:00 | フルネット                   |            |
| 岩手県         | 岩手朝日テレビ（IAT）        | テレビ朝日系列 | 木曜 19:00 - 20:00 | フルネット                   |            |
| 宮城県         | 東日本放送（khb）            | テレビ朝日系列 | 木曜 19:00 - 20:00 | フルネット                   |            |
| 山形県         | 山形テレビ（YTS）            | テレビ朝日系列 | 木曜 19:00 - 20:00 | フルネット                   |            |
| 福島県         | 福島放送（KFB）              | テレビ朝日系列 | 木曜 19:00 - 20:00 | フルネット                   | [ 5 ]      |
| 静岡県         | 静岡朝日テレビ（SATV）       | テレビ朝日系列 | 木曜 19:00 - 20:00 | フルネット                   |            |
| 中京広域圏     | 名古屋テレビ（メ～テレ/NBN） | テレビ朝日系列 | 木曜 19:00 - 20:00 | フルネット                   |            |
| 広島県         | 広島ホームテレビ（HOME）     | テレビ朝日系列 | 木曜 19:00 - 20:00 | フルネット                   |            |
| 山口県         | 山口朝日放送（yab）          | テレビ朝日系列 | 木曜 19:00 - 20:00 | フルネット                   |            |
| 香川県・岡山県 | 瀬戸内海放送（KSB）          | テレビ朝日系列 | 木曜 19:00 - 20:00 | フルネット                   |            |
| 愛媛県         | 愛媛朝日テレビ（eat）        | テレビ朝日系列 | 木曜 19:00 - 20:00 | フルネット                   |            |
| 福岡県         | 九州朝日放送（KBC）          | テレビ朝日系列 | 木曜 19:00 - 20:00 | フルネット                   |            |
| 長崎県         | 長崎文化放送（ncc）          | テレビ朝日系列 | 木曜 19:00 - 20:00 | フルネット                   |            |
| 熊本県         | 熊本朝日放送（KAB）          | テレビ朝日系列 | 木曜 19:00 - 20:00 | フルネット                   |            |
| 大分県         | 大分朝日放送（OAB）          | テレビ朝日系列 | 木曜 19:00 - 20:00 | フルネット                   |            |
| 鹿児島県       | 鹿児島放送（KKB）            | テレビ朝日系列 | 木曜 19:00 - 20:00 | フルネット                   |            |
| 秋田県         | 秋田朝日放送（AAB）          | テレビ朝日系列 | 木曜 19:00 - 19:54 | 同時ネット （19:54飛び降り） | [ 注 2 ]   |
| 新潟県         | 新潟テレビ21（UX）           | テレビ朝日系列 | 木曜 19:00 - 19:54 | 同時ネット （19:54飛び降り） |            |
| 長野県         | 長野朝日放送（abn）          | テレビ朝日系列 | 木曜 19:00 - 19:54 | 同時ネット （19:54飛び降り） | [ 注 3 ]   |
| 石川県         | 北陸朝日放送（HAB）          | テレビ朝日系列 | 木曜 19:00 - 19:54 | 同時ネット （19:54飛び降り） | [ 注 4 ]   |
| 近畿広域圏     | 朝日放送テレビ（ABC TV）     | テレビ朝日系列 | 木曜 19:00 - 19:54 | 同時ネット （19:54飛び降り） | [ 注 5 ]   |
| 沖縄県         | 琉球朝日放送（QAB）          | テレビ朝日系列 | 木曜 19:00 - 19:54 | 同時ネット （19:54飛び降り） | [ 注 6 ]   |

## スタッフ
- ナレーション：竹内良太、岡部悟、品田 美穂
- 構成：樋口卓治、小杉四駆郎、内藤文能、吉川泰生、山下智博、とちももこ、佐々岡志帆、千葉歩
- 技術：高田格（テレビ朝日）
- TD/SW：古川雅之
- VE：東那美
- 美術：清水基恵（以前は美術進行→一時離脱）
- デザイン：吉岡理人
- 美術進行：鈴木悠里
- スタイリスト：中原正登
- モニター：テレビ朝日サービス
- メイク：川口カツラ店
- 音効：吉田比呂樹、伊藤美寿々
- TK：満松美弥子
- 編集：髙諏直己、高島碧
- MA：寺田朋美
- 編成：高橋佑輔、北見駿也（共にテレビ朝日）
- 宣伝：榎本梢絵（テレビ朝日）
- 技術協力：テイクシステムズ、MJ
- リサーチ：ジーワン他
- 制作協力：macaron Labo.、ホリプロ
- アシスタントディレクター：小谷龍輝、安室雄太、藤井建瑠、小山太雅、宮本哀希、黄 景泉
- 制作進行︰今泰之（以前はアシスタントプロデューサー）、高野裕基
- アシスタントプロデューサー：小嶋悠介、乙井良太、村瀬桃子、ハンマム アビュ ラザック
- ディレクター：池上健介、ふくち剛、長崎玲史、関根健二、岩崎海斗、田村海、林大貴（一時離脱→復帰）、小名大輝、吉田侑加、高松千泰（一時離脱→復帰）、水賀美佑太、白木騎士、泉貴晶、寺島洋平、望月奈美、山下恵、楠田康平、余語風香、伊藤彰宏、遠藤清明
- チーフディレクター：木津優（テレビ朝日）
- プロデューサー：荻野健太郎（テレビ朝日）、竹山耕太郎（macaron Labo.）、辰野玲（ホリプロ）、馬越脇弘章（馬越脇→以前はアシスタントプロデューサー）、伊部千佳子、菊地裕衣子
- ゼネラルプロデューサー：菅原悠平（テレビ朝日、以前はプロデューサー）
- 制作：テレビ朝日ビジネスソリューション本部 コンテンツ編成局第2制作部
- 制作著作：テレビ朝日

### 過去のスタッフ
- カメラ：藤原朋巳
- 音声：松崎宏江
- 照明：山本美奈子
- 美術：小山晃弘
- 美術進行︰金補旻
- 大道具：永田好古
- 編集：山内靖太郎、柴崎弘
- 編成：柳井寛史、小宮立千、沢登孝介、米川宝、安部旭紘（共にテレビ朝日）
- 美術協力：tv asahi create
- 音楽協力：TV ASAHI MUSIC
- アシスタントディレクター︰平井亮太、新井彩桜、山口豪人
- ディレクター：川島一平、望月歩、大川歩美、阿部和孝、藤尾圭祐、藤原藍子
- プロデューサー：秦一貴（テレビ朝日、以前はチーフディレクター）、大沢解都（テレビ朝日）、中田智也（テレビ朝日）
- ゼネラルプロデューサー：樋口圭介、久保信広、丹羽敦子（テレビ朝日）